# David Hunt (Rennfahrer)
David Hunt (* 20. Mai 1960 in Belmont, London; † 12. Oktober 2015) war ein britischer Automobilrennfahrer und der jüngere Bruder von Formel-1-Weltmeister James Hunt.

## Karriere
David Hunt begann mit 15 Jahren Rennen zu fahren und wechselte 1981 in die Formel Ford. Zwischen 1983 und 1987 nahm er an den Britischen Formel-3-Meisterschaften teil. 1988 fuhr er in der Internationalen Formel-3000-Meisterschaft und wechselte im selben Jahr als Testpilot zum Formel-1-Rennstall Benetton Formula. Anschließend beendete er seine Rennfahrerkarriere.
1994 kaufte er aus der Konkursmasse das Team Lotus. Über die Namens- und Logorechte einigte er sich 2010 mit den Verantwortlichen vom Team Lotus Racing, das 2011 dann unter dem alten Namen antrat.
2015 erlag David Hunt einem Herzinfarkt.

## Statistik

### Einzelergebnisse in der Sportwagen-Weltmeisterschaft
| Saison | Team                 | Rennwagen   | 1   | 2   | 3   | 4   | 5   | 6   | 7   | 8   |
| ------ | -------------------- | ----------- | --- | --- | --- | --- | --- | --- | --- | --- |
| 1989   | Richard Lloyd Racing | Porsche 962 | SUZ | DIJ | JAR | BRH | NÜR | DON | SPA | MEX |
| 1989   | Richard Lloyd Racing | Porsche 962 | DNF |     |     |     |     |     |     |     |